# Cserenyei Kaltenbach István
Cserenyei Kaltenbach István, Kaltenbach István Gyula (Verebély, 1903. június 13. – Miskolc, 1979. március 20.) szobrász, sportoló, atlétaedző. 

## Életútja
A gimnáziumi tanulmányait Lőcsén kezdte meg, majd 1918-tól Sátoraljaújhelyen a Kegyes tanítórendi katolikus gimnáziumban folytatta. 1925 és 1929 között a Magyar Iparművészeti Főiskolán tanult, ahol mesterei Mátrai Lajos, Orbán Antal és Simay Imre voltak. Sporttal is foglalkozott, 1929-ben második volt a magyar bajnokságon súlylökésben. 1933-tól a Magyar Atlétikai Szövetség edzője volt, majd 1939-ig Bukarestben és Belgrádban trénerkedett. 1941-től 1949-ig mint tisztviselőként dolgozott Győrben a vagongyárban. Emellett az ETO atlétaedzője és a gyár szobrászművésze volt. 1949-től haláláig Miskolcon volt atlétaedző és szobrászművész.
Művei sporttémájú kompozíciók, bokszoló- és atlétafigurák, portrék. Megbízásra több síremléket (Győrben és Miskolcon), valamint emlékérmet, plakettet készített (Jó szerencsét, 1941; Fazola Henrik, 1957; Bartók Béla, 1958). Szobrászata klasszikus szellemiségű, realisztikus formaképzésű.

## Családja
Édesapja Kaltenbach Rezső járásbírósági aljegyző később törvényszéki tanácselnök volt. 
1932. április 21-én Budapesten, a Ferencvárosban házasságot kötött Szöllősi Ilona tornásszal, Szöllősi Jenő és Szántó Erzsébet Rebeka leányával. 1936-ban elváltak. 1941-ben újra megházasodott. Második felesége Dubay Margit, gyermekeik Katalin, Éva és István voltak.

## Válogatott csoportos kiállítások

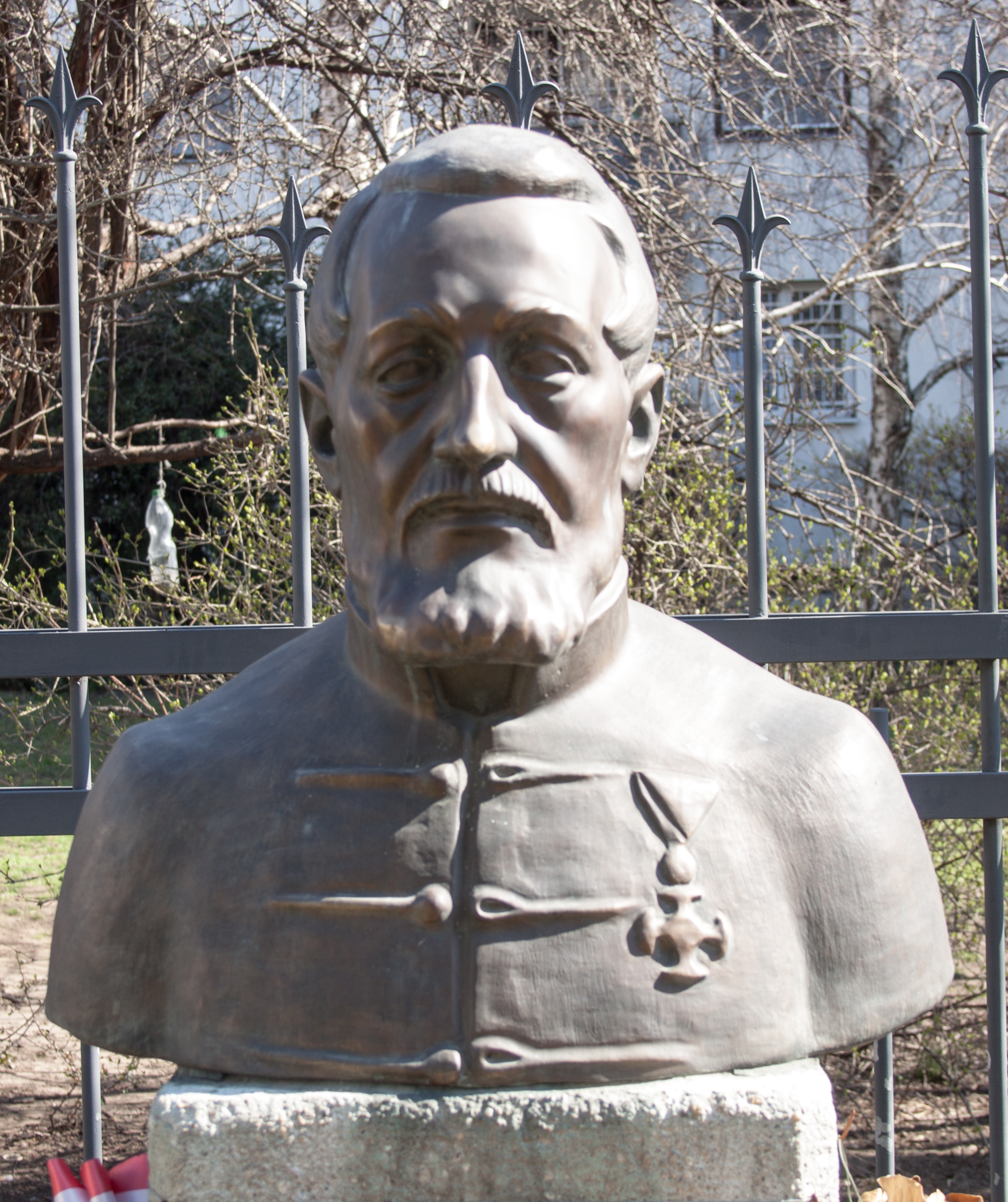
Ganz Ábrahám mellszobra

- 1933 • Nemzeti Képzőművészeti kiállítás, Műcsarnok, Budapest
- 1934 • Sportművészeti kiállítás, Nemzeti Szalon, Budapest
- 1957 • Miskolci Országos Képzőművészeti kiállítás, Miskolc.
- 2019 • Életmű-kiállítás, Magyar Műszaki és Közlekedési Múzeum Kohászati Gyűjteménye, Miskolc-Felsőhámor

## Művek közgyűjteményekben
- Kohászati Múzeum, Miskolc.
- Ganz Ábrahám mellszobra, Öntödei Múzeum

## Díjai, elismerései
- Mesteredző (1961)

## Forrás
- Artportal[halott link]
- Ember a szobor mögött - Cserenyei Kaltenbach István szobrászművész, atlétikai mesteredző életmű-kiállítása.  Bányászati és Kohászati Lapok - Kohászat,  CLII. évf.  2. sz. (2019)   55. o.